# Frans Malschaert
Frans Malschaert (Knokke-Heist, 1948) is een beeldend kunstenaar met aandacht voor de menselijke anatomie in zijn werk.
Malschaert behaalde in 1966 zijn diploma HBS B en verkocht in 1962 zijn eerste portret. In de periode 1966-1971 volgde hij Kunstacademie Tilburg MO a en MO b tekenen. In 1968 - 1972 studeerde hij kunstgeschiedenis met specialisatie hindoetempels. Malschaert is sindsdien actief als beeldend theatermaker en cultureel ondernemer. In 1985 won hij de Hans Snoek-prijs met zijn beeldend theaterstuk Vuurrood. In 2007 werd hij benoemd tot Ridder in de orde van Oranje Nassau.

## Werk

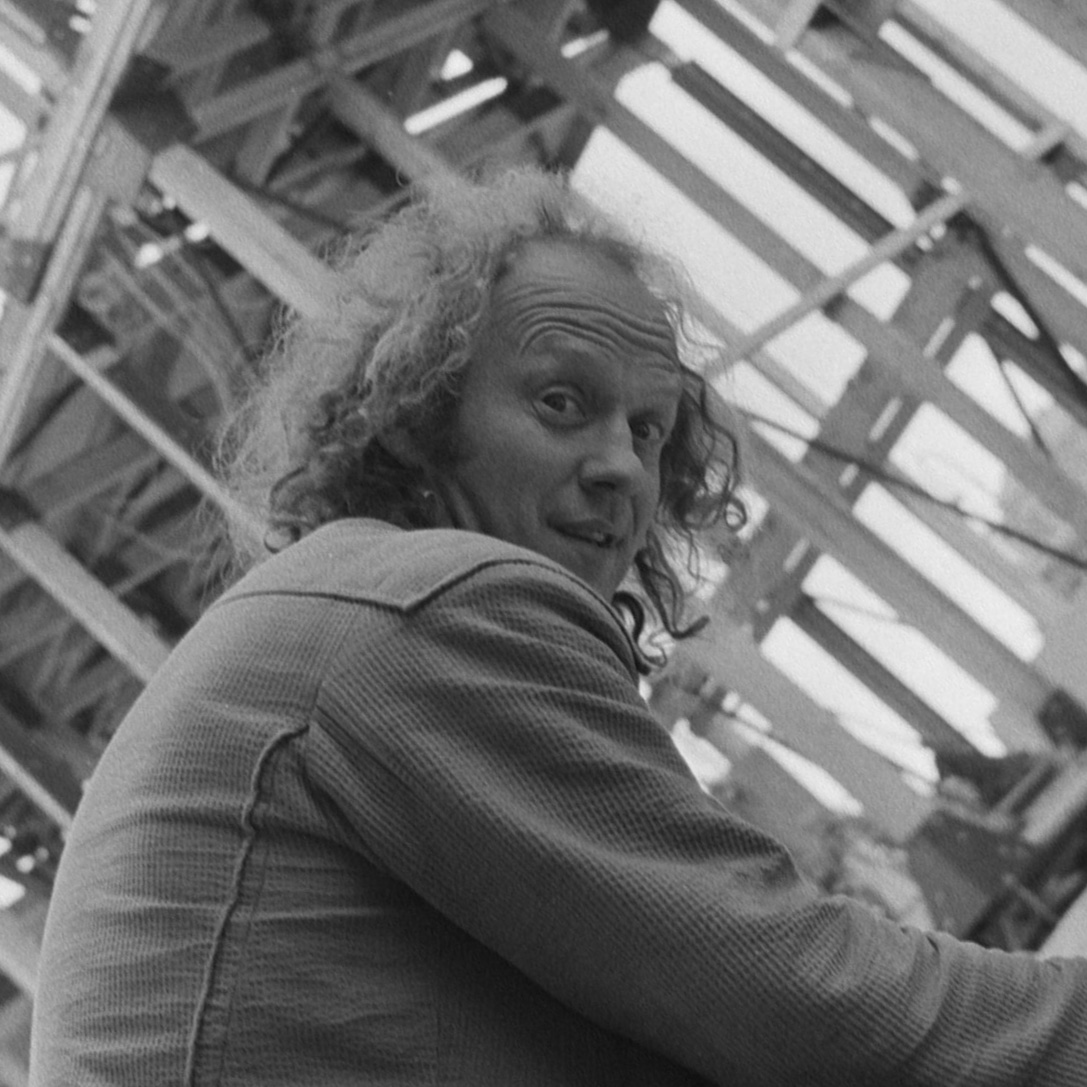
Malschaert in Amsterdam (1987)

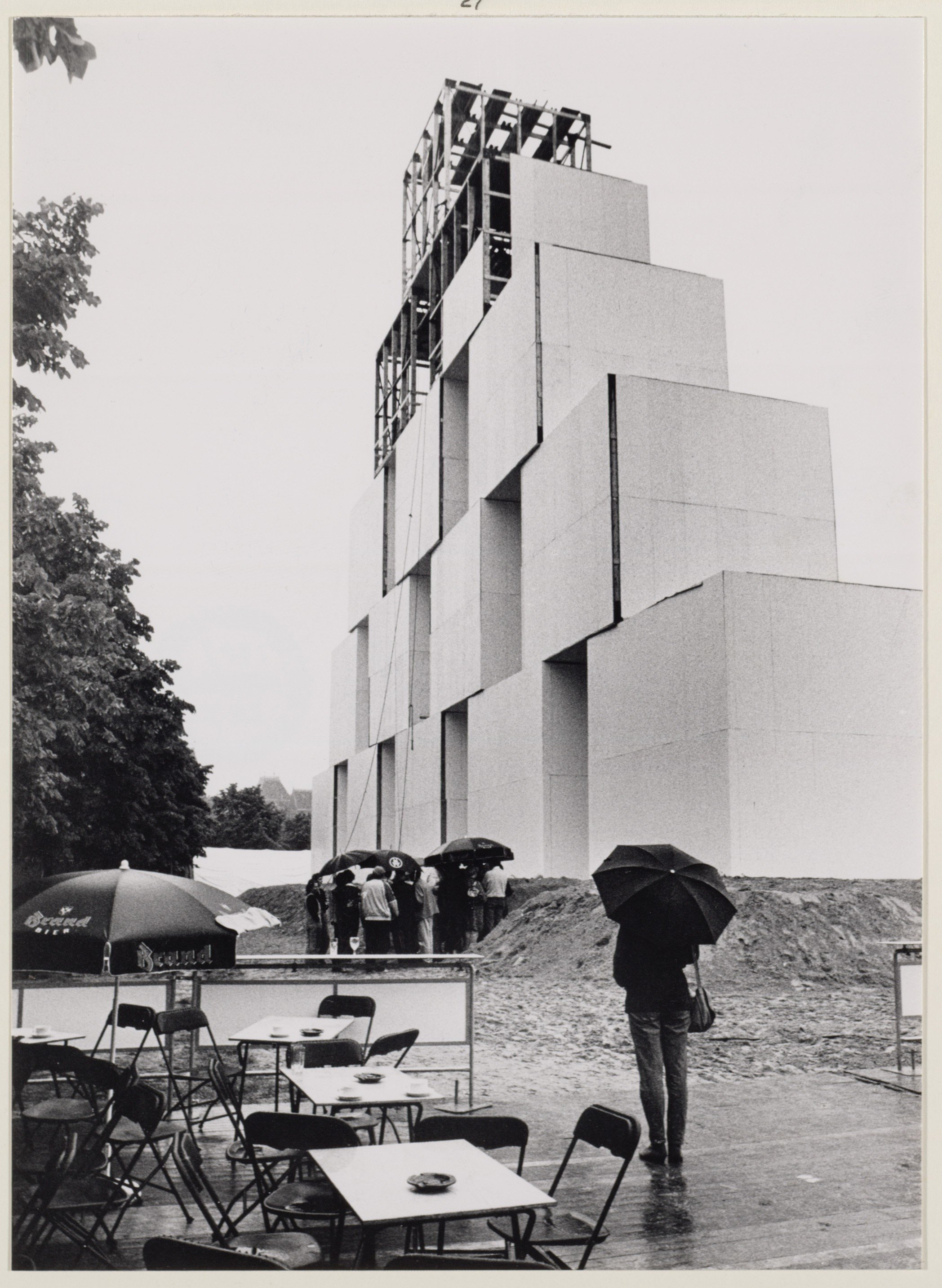
Blokkentoren van Frans Malschaert op het Museumplein in 1987. Gemaakt in het kader van het Holland Festival en gebruikt als mobiel theater. (Foto: Stadsarchief A'dam / Frans Busselman)

### Beeldend kunstenaar
Sinds 1971 schildert Malschaert zowel vrij werk als werk in opdracht met als thema's het menselijk lichaam, bewegingspatronen en anatomie. Malschaert schilderde tientallen portretten en sticht Sirkel in 1977. In combinatie met theaterprojecten vinden exposities plaats. Hij schilderde onder andere staatsieportretten van de gouverneur Berend-Jan van Voorst tot Voorst, Léon Frissen, gouverneur Paul Breyne, burgemeester Gerd Leers van Maastricht, Leon Melchior, Hans Lurvink, René van der Linden en vele anderen. Het beeldend werk staat vanaf midden jaren negentig vooral in het teken van het overkoepelende project StreamArt.

### Theatermaker
In het Sirkeltheater ontwikkelt hij zijn vorm van beeldend objecttheater. Hij ontwikkelde een niet leeftijdsgebonden kunstvorm die beeldend kunsttheater en muziek versmelt tot één eenheid. Connie Palmen omschrijft in haar essay "Schoonheid heeft geen alibi nodig" Malschaerts werk als: "Wat Malschaert te kijk zet, is geen verhaal met een begin en een einde, maar de zoveel moeilijker te omlijnen wereld van het maken. Moeilijker, omdat het drama zonder grenzen is wanneer het weer zijn oude, etymologische grenzen verkent met het meest amorfe onder de werkwoorden: doen."

### Cultureel Ondernemer
Van 1980 t/m 1983 bouwde hij een voormalige drukkerij in het centrum van Sittard om tot een theatercomplex, het Sirkeltheater. Om zonder subsidie een programmering te kunnen realiseren, van vormen van theater waarvoor op dat moment geen podium in Limburg is, wordt een combinatie ontwikkeld van culturele en commerciële activiteiten. Een discotheek en theatercafe zorgen voor de nodige inkomsten. Een budgethotel maakt het mogelijk optredende artiesten en jonge theatermakers te huisvesten. Frans Malschaert initieert vele culturele activiteiten die later uitgroeien tot belangrijke blijvende culturele fenomenen.
Op het programma stonden internationale dans en cabaret, alsook de afstudeervoorstellingen van de toneelacademie van Maastricht. Mattie Austin van het Shaffytheater is adviseur voor belangrijke internationale avant-garde voorstellingen die van daaruit doorgesluisd worden naar Sirkel. Groepen als Alex d’Electrique, Cosmic Illussion, Jail Warehouse compagnie, Ham en Hoppa vinden een vast podium. Het Sirkeltheater staat vaak weken voor inspeelvoorstellingen ter beschikking van later toonaangevende theatermakers als: Anne Teresa De Keersmaeker, Ellen Fisher, Hans Liberg, Acda en De Munnik en De Vliegende Panters. Frans Malschaert fungeert vaak als eindregisseur. Jaarlijks komen instituten als het Franciscusoord en Waterslei naar het Sirkeltheater.
Het Sirkeltheater gaf vaak schoolvoorstellingen met groepen als Stella Den Haag, Artemis en Theater5 Terra met tevens aandacht naar gehandicapte kinderen. Als een van de eerste gezelschappen ontwikkelde Sirkel educatieve lesprogramma’s om als voorbereiding op en evaluatie van de voorstellingen te gebruiken.
In 1986 wordt het Sittardse filmhuis geopend.

## Exposities
- 1977 Brikke Oave, Brunssum
- 1981 Shaffy, Amsterdam
- 1983 Hofplein, Den Haag
- 1985 Cultureel Centrum, Hasselt
- 1985 Studo d'Arte, Milaan
- 1987 Beurschouwburg, Brussel
- 1986 Rote frabrike, Zürich
- 1988 Kampfnagel, Hamburg
- 1989 Stadschouwburg, Brugge
- 1990 Rotonda, Krakow
- 1991 Krakeling, Amsterdam en Art Gallery Paris in Parijs
- 1992 Documenta, Kassel
- 1993 Kunstacademie, Den Bosch en Artco, Leeds
- 1997 Pentimenti, Philadelphia en Terena, Leeds en Evoluon, Eindhoven
- 1998 Eshkolot, Haïfa
- 2001 IZMP, Erlangen en Neues museum, Nurnberg
- 2005 Ark van Maastricht en Artresidence Beau Site, Oostende.

## Voorstellingen
- 1978 Ik kan er zo niet bij: Schouwburg, Maastricht
- 1980 Ik kan er zo niet bij: Beursschouwburg, Brussel
- 1981 Kippevel/Adem: Shaffy, Amsterdam
- 1982 Kippevel: Internationale theaterdagen, Wenen
- 1983 De Gang: Holland Festival, Den Haag
- 1984 Vuurrood: Brakke Grond, Amsterdam
- 1986 Blok: Shaffy, Amsterdam en in Zürich & München
- 1987 De Troep: Festival, Den Bosch
- 1988 Blok: Hamburg, Frankfurt & Parma
- 1989 Blok: Parijs, Valjevo & Wenen
- 1991 Lot: De Krakeling, Amsterdam
- 1991 Goud: Sirkeltheater, Sittard
- 1992 Lot: Zürich, Wenen, Kassel & Barcelona
- 1992 Domein: De Kring, Roosendaal
- 1992 As: Sirkeltheater, Sittard
- 1993 Vluchten: Sirkeltheater, Sittard
- 1993 Lot: Milaan, St.-Nazaire, Nürnberg & Leeds
- 1994 Pane: Sirkeltheater, Sittard
- 1994 De Vertoning: Kunstwerf, Maastricht
- 1996 Blok: 20 internationale festivals
- 1997 Blok: Philadelphia & Poznan
- 1998 Blok: Haïfa, Zagreb, Opatija & Lissabon
- 2000 De Tocht: Oerolfestival, Terschelling
- 2000 Blok: Kopenhagen
- 2001 De Tocht: Bochum, Erlangen, Nürnberg en Friederikshäfen

- RKD-Nederlands Instituut voor Kunstgeschiedenis: 52196
- Virtual International Authority File: 5610154741652253110003